# Méchoui

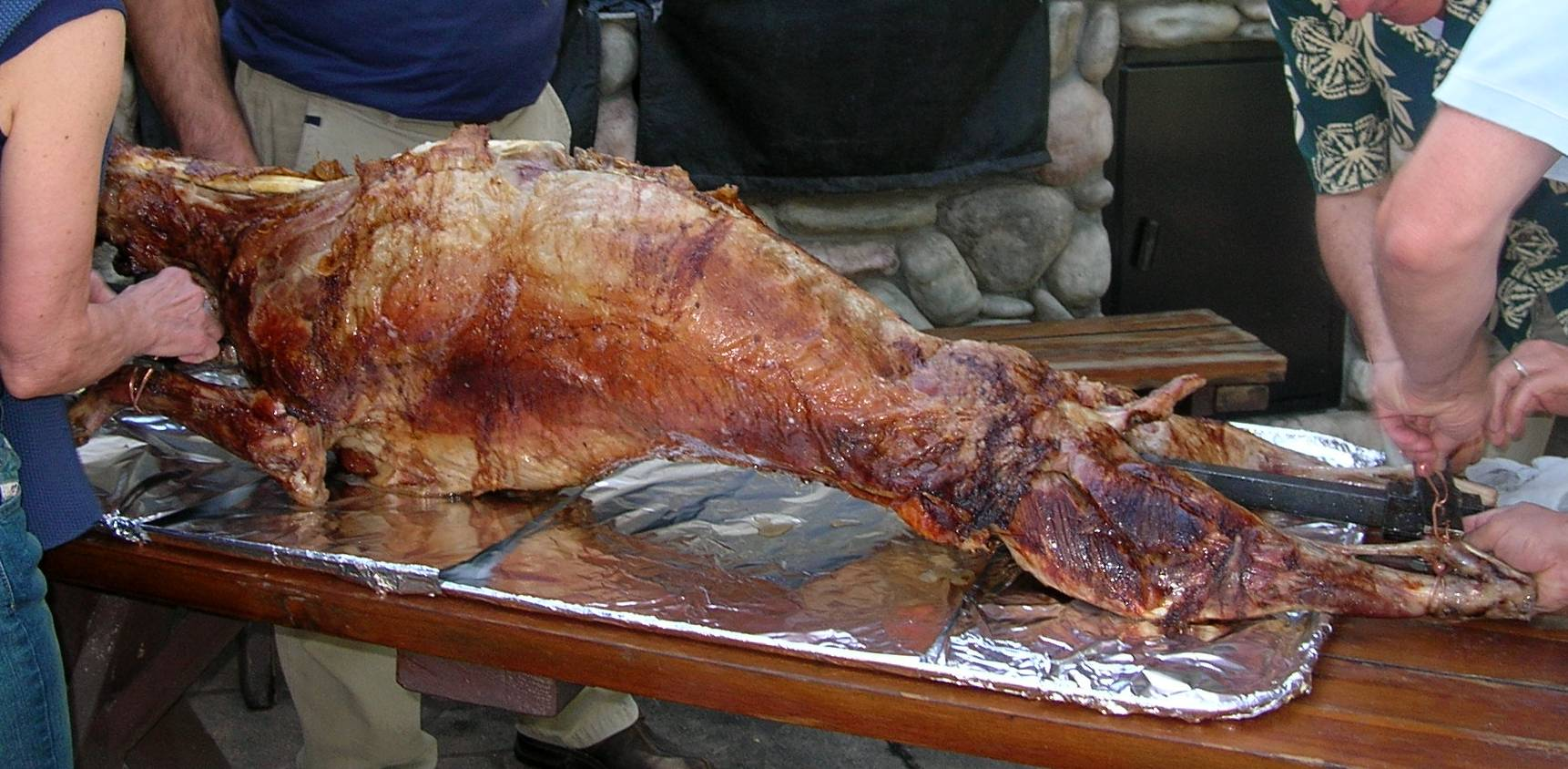
Préparation d'un méchoui.

Le méchoui est un mets culinaire d’Afrique du Nord composé le plus souvent d’un mouton ou d’un agneau entier rôti à la broche, sur les braises d'un feu de bois. Le mot vient du verbe arabe, « šawa » (se lit : chawa) qui signifie « griller », « rôtir ».
En Algérie et au Maroc, le terme méchoui « désigne le mode de cuisson d'un agneau ou d'un mouton cuit entier à la broche ».
En Tunisie, il s'applique néanmoins à toute pièce de viande ou de poisson grillée à la braise. Enfin, il s'agit également d'agneau cuit si longtemps qu'il en devient confit.
À Malte, le terme « mixwi » désigne les brochettes de viandes rôties.
En France, après avoir été rapporté d'Afrique du Nord, le concept est repris depuis les années 1960 par les appelés du contingent durant la guerre d'Algérie ayant également combattu au Maroc et en Tunisie, à l'image des membres de FNACA, pour fêter le cessez-le-feu du 19 mars 1962 et la fin des hostilités en Algérie, en Tunisie et au Maroc. Devenu populaire dans le milieu associatif en été, on consomme la viande du mouton entier cuit à la broche, accompagnée de haricots blancs ou de flageolets.

## Présentation

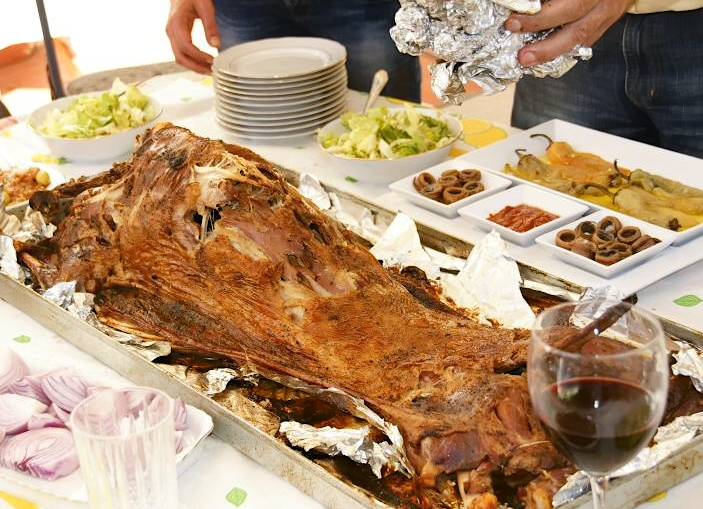
Méchoui (agneau)

Le méchoui est un plat servi au début du repas, à l'occasion d'un festin, d'une diffa. L'hôte prend, avec les doigts de la main droite, des morceaux de viande ou de chair grillée et les offre aux invités de marque. On ne se sert d'aucun instrument pour déguster un méchoui car la viande, que la cuisson lente a presque confite, doit pouvoir être détachée sans aucun effort.
Les populations nomades, en plus de leur troupeau principal souvent composé de plusieurs milliers de moutons, élevaient un petit nombre d'agneaux mâles spécifiquement pour le méchoui, les nourrissant de cheih, une espèce d'armoise sauvage qui donne à l'agneau un parfum particulier.

## Préparation
Après avoir égorgé et dépecé le jeune agneau, on enlève tous les organes de la cavité stomacale, à l'exception des rognons. Cette cavité est recousue après avoir été saupoudrée d'épices, de ras el-hanout notamment. L'agneau est embroché sur une branche d'arbre et cuit à côté d'un tas de braises. La broche est tournée lentement et régulièrement de manière à assurer une cuisson également répartie.
Le méchoui n'est pas disposé directement au-dessus de la braise, car la graisse en fondant s'enflammerait et pourrait carboniser la chair extérieure. La cuisson est démarrée tout doucement, de manière que l'intérieur cuise presque en même temps que l'extérieur. Pendant la cuisson, la viande est badigeonnée de beurre fondu ou d'huile, de façon à la rendre croustillante. Petit à petit, l'agneau est rapproché de la braise chaude, afin que la chair prenne une couleur ambrée. Le temps de cuisson varie selon le poids de l'animal, soit environ un quart d'heure par kilogramme.

## Le méchoui en Algérie
Dans le djebel Amour (Algérie), et dans tout l'Ouest algérien il existe une autre variante du méchoui qui consiste à préparer uniquement la partie supérieure de l'agneau, après en avoir découpé les deux épaules et la colonne vertébrale. Ce tronc est ensuite ouvert en deux sans le séparer et embroché sur un gros bâton de bois pour être cuit sur la braise. Cette préparation est appelée lejneb, littéralement « côtelettes ». Après cuisson, les morceaux d'échine sont séparés et coupés en cubes pour être servis en premier, à raison d'une part chacun. Les côtelettes sont ensuite découpées deux par deux ou l'une après l'autre, suivant le nombre d'invités.

## Lejnebouel gachouche

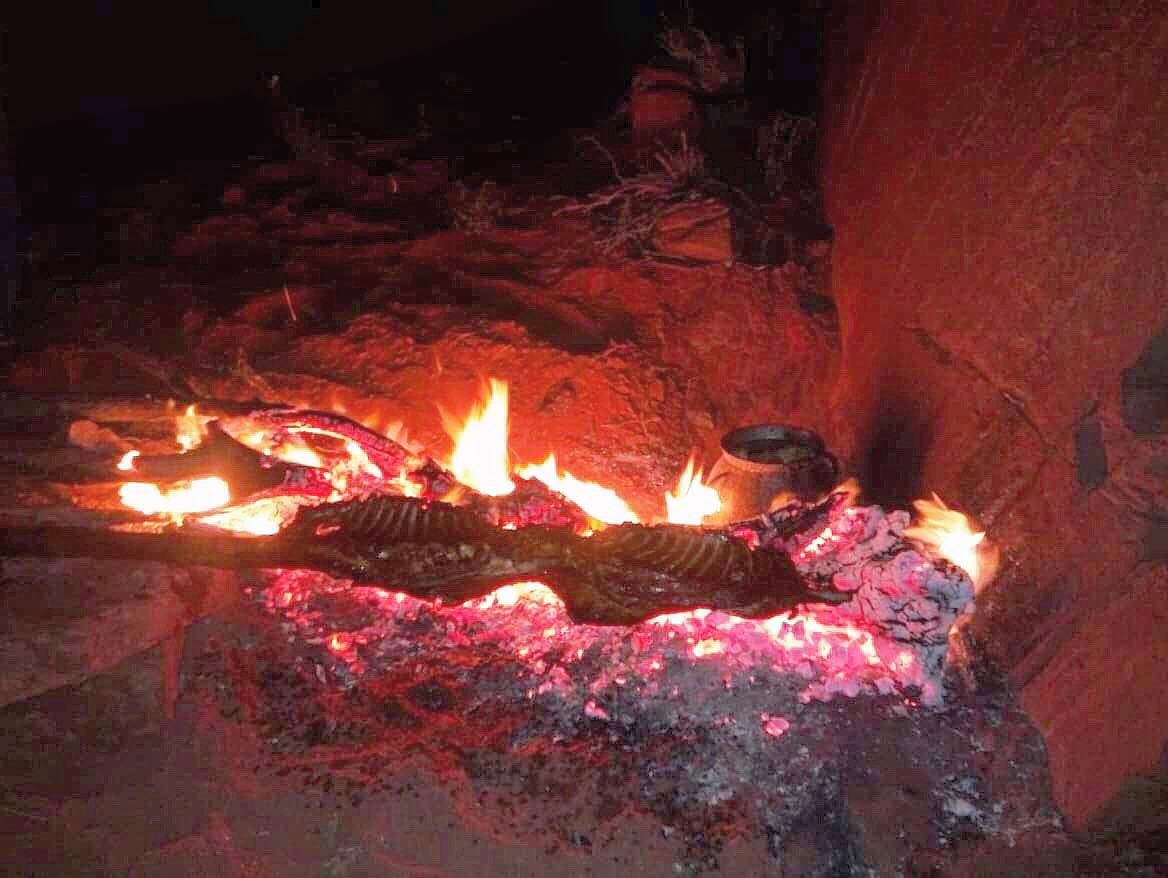
El gachouche.

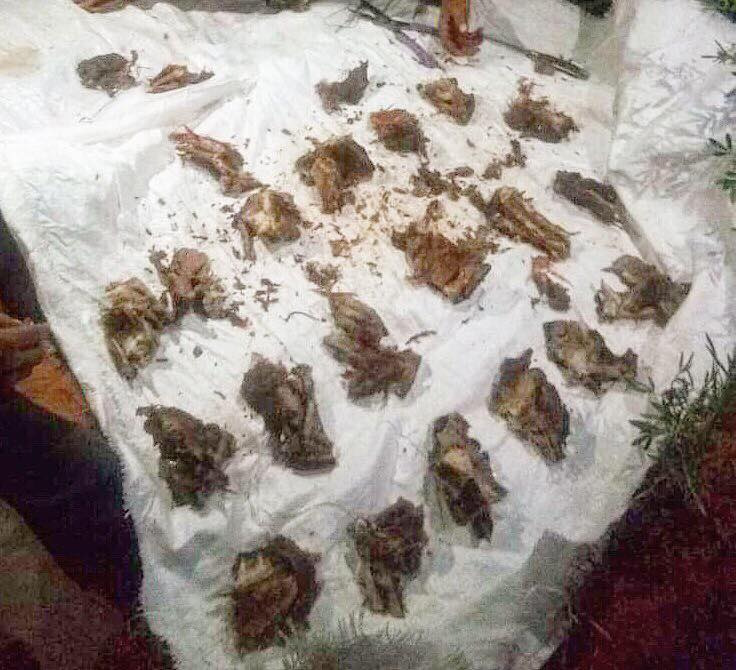
Les parts du gachouche.

Le mot gachouche est un mot qui vient du berbère, gach qui veut dire « poitrine » et de chouche qui signifie « grillé ».
El gachouche est un plat servi dans les fêtes religieuses waada ou les fêtes de mariage. Le plat est mangé traditionnellement à la main, avec les doigts. L’hôte découpe le gachouche en parts égales du nombre d’invités. Les convives doivent en prendre chacun un morceau.

### Préparation
El gachouche est un plat traditionnel d’où l’ingrédient principale est la cage thoracique de l’agneau cuit sur les braises d’un feu de bois.
Après avoir égorgé et dépecé l’agneau, on enlève tous les organes de la cavité stomacale et la cage thoracique est séparée du reste après en avoir découpé les deux épaules et la colonne vertébrale. Ce tronc est ensuite ouvert en deux sans le séparer, saupoudré d’épices de la région (ras el-hanout, sel, poivre, cumin, curcuma. Le gachouche est embroché sur une branche de chêne et mis à cuire à côté d'un tas de braises.
La broche est tournée lentement et régulièrement de manière à assurer une cuisson également répartie. Le gachouche n'est pas disposé directement au-dessus de la braise car la graisse en fondant s'enflammerait et pourrait carboniser la chair extérieure. La cuisson est démarrée tout doucement de manière que l'intérieur cuise presque en même temps que l'extérieur. Pendant la cuisson, la viande est badigeonnée de graisse pour la rendre croustillante. Petit à petit, la broche est rapprochée de la braise chaude afin que la chair prenne une couleur ambrée. Le temps de cuisson varie selon le poids.
Après cuisson, les morceaux d'échine sont séparés et coupés en cubes pour être servis en premier à raison d'une part chacun. Les côtelettes sont ensuite découpées deux par deux ou l'une après l'autre, suivant le nombre d'invités. Sa consommation est toujours précédée par le mel'fouf (brochettes de morceaux de foie enveloppés de crépinette), réservé aux invités venus de loin ou aux invités de marque, en signe de bienvenue et d'hospitalité.

### Variantes régionales
- Mechoui
- M'sawer

Le méchoui se prépare, notamment au Maroc, en creusant un trou vertical, ou en construisant un four en terre, de 0,8  à   1 mètre de diamètre et 1,5  à   2 mètres de profondeur. Du bois est empilé dans cette cavité et brûle durant cinq ou six heures. Lorsque la terre entourant le trou est brûlante et le bois transformé en braise et cendres, la plus grande partie en est retirée pour éviter tout feu vif. Le mouton y est introduit verticalement et enfermé avec un couvercle recouvert de terre glaise de la façon la plus hermétique possible. La cuisson dure quatre à cinq heures. La terre extérieure plus ou moins refroidie est un indice de cuisson. La gangue de terre est ensuite brisée pour dégager le mouton.